# Миямото, Юрико
Юрико Миямото (яп. 宮本 百合子 Миямото Юрико, 13 февраля 1899 года — 21 января 1951 года) — японская писательница, литературный критик, политическая активистка, представительница пролетарской литературы, с 1931 года — член Коммунистической партии Японии. Наиболее известна своими автобиографическими произведениями и участием в пролетарском и женском освободительном движениях.
Миямото начала писать ещё в школе. В течение нескольких лет она путешествовала по Соединенным Штатам и Советскому Союзу, а затем вернулась в Японию, где её работы подвергались цензуре, а сама она неоднократно попадала в тюрьму за свои политические взгляды. За свою карьеру она основала и вела ряд пролетарских и феминистских журналов, многие из которых также подвергались цензуре.

## Юность
Девичье имя писательницы — Юрико Тюдзё (яп. 中条 百合子 Тю:дзё: Юрико). Она родилась в обеспеченной семье, её отец был архитектором и преподавателем Токийского университета. С детства она видела разницу между своим положением и положением работников имения, вероятно, именно это подтолкнуло её в будущем к идеям социализма
В 17 лет Юрико написала своё первое произведение — короткую повесть «Бедные люди»  (яп. 貧しき人々の群), которую напечатали в крупном литературном журнале «Тюокорон»  (яп. 中央公論 Тю:о:ко:рон, «Центральное обозрение»).
После поездки в СССР в 1927 году вступила в Коммунистическую партию Японии. В апреле 1931 года вступила в Союз японских пролетарских писателей. Была ответственным редактором журнала «Хатараку фудзин» («Работница»). Между 1932 и 1945 годами провела около двух лет в заключении. Деятельное участие принимала в работе созданного в декабре 1945 года «Общества литературы новой Японии».

## Семья
Муж — Кэндзи Миямото, литературный критик и лидер Коммунистической партии Японии в 1958—1977 годах.
Несколько лет состояла в отношениях с переводчицей русской литературы Ёсико Юасой, вместе с ней Миямото посещала СССР.